# 多重星

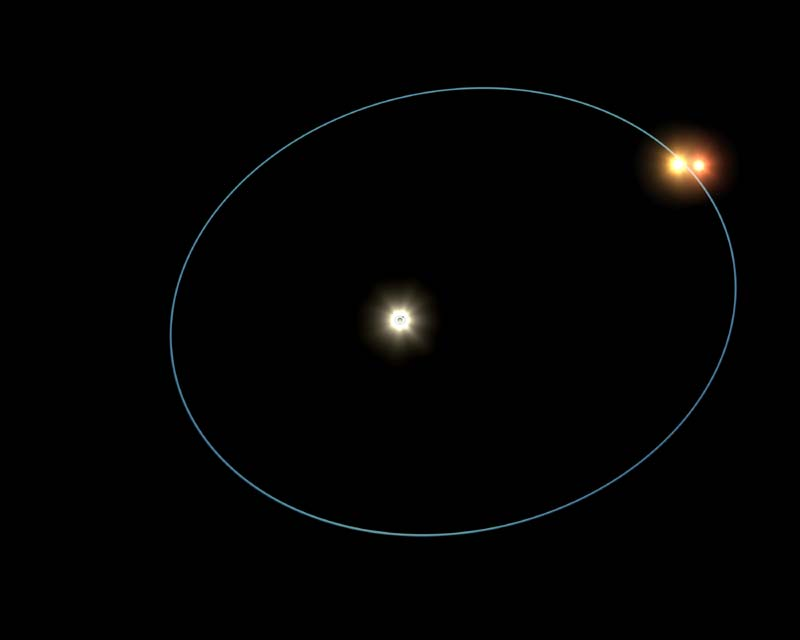
三重星HD 188753の軌道の想像図

多重星(たじゅうせい、Multiple star)は、地球から見ると近接した位置に見える3つ以上の恒星である。実際に近い距離にあり、重力を及ぼし合っているものは「物理的」(physical)、方向が同じため単に近くにあるように見えるだけのものは「光学的」(optical)と呼ばれる。物理的な多重星は、星系とも呼ばれる。
ほとんどの多重星は三重星である。より大きな四重星、五重星、六重星、それ以上の多重星は、統計的に生じにくい。
多重星は、安定な軌道を持つ二重星と、100個から1000個の恒星が集まり、より複雑な力学下にある散開星団の間の大きさである。多重星は、これら2つの極端な場合のどちらに近いかで2つの分類に分けることができる。ほとんどの多重星は、小さな軌道が大きな軌道の中に含まれる階層的な構造を持っている。このような構造の中では、軌道同士の相互作用はほとんどなく、二重星系の場合のように、軌道は安定である。この他のトラペジアと呼ばれる多重星は、通常、非常に若く不安定な系である。これらは恒星のゆりかごだと考えられており、すぐに安定な多重星系に分化する。オリオン大星雲のトラペジウムがそのような例である。

## 階層構造

### 三重星系
物理的な三重星系では、それぞれの恒星は、系の共通重心の周りを公転する。通常、2つの恒星が近接連星を形成し、3番目の恒星がこの連星から距離を置いて、連星の周りを公転する。このような配列は、「階層的」と呼ばれる。その理由は、内側の軌道と外側の軌道の大きさが同程度だと、系は安定せず、恒星は系から弾き出されることになるからである。全てが重力的に結びついているのではない三重星のほとんどは、物理的な連星と光学的な伴星から構成され、そのような星系には、ケフェウス座β星等がある。またごく稀に3つとも光学的な三重星も存在し、このような例にはへび座γ星等がある。

### 四重星以上の恒星系

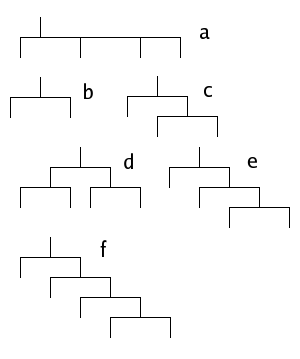
モビール・ダイヤグラム

3個以上の階層的な多重星系は、Evans (1968)が「モビール・ダイヤグラム」(mobile diagram)と呼ぶ図で示されるような、より複雑な配列となる。これらは、天井から吊す飾りのモビールと似た形になるため、このように呼ばれ、いくつかの例を左に示している。ダイヤグラムのそれぞれの段は、2つかそれ以上のより小さな系への分解点を示している。Evansはダイヤグラムのそれぞれの段を「階層」(hierarchy)と呼んだ。
(b)のような1段階の単一階層のダイヤグラムは、二重星を表している。(c)のような2段階の単一階層のダイヤグラムは、三重星、(d)のような3段階の単一階層のダイヤグラムは、四重星を表している。3段階のダイヤグラムは、4個から8個の成分を持つ。(e)のダイヤグラムは、近接連星の周りを1つの恒星が公転しており、さらに近接連星を構成する1つの恒星がさらに近接連星となっているような四重星系の例を表している。
3階層を持つ実際の恒星の例は、ふたご座のカストルである。実視連星のそれぞれを詳しく見ると2つずつの分光連星に分けられる。これだけで(d)の2階層の四重星系になるが、さらに遠くに、2つの赤色矮星からなる暗い連星の伴星が周りを回っており、結果として3階層の六重星系となっている。
1999年に発行された A. A. TokovininのMultiple Star Catalogueによると、最多の階層は4階層である。例えば、グリーゼ644Aとグリーゼ644Bは実視連星であるように見えるが、実はグリーゼ644Bは分光連星であり、実際は三重星系である。この三重星系は遠い軌道に伴星グリーゼ643を伴い、さらに遠くにグリーゼ644Cも存在する。グリーゼ644Cは、グリーゼ644A及びBと共通の運動をするため、重力的に結びついていると考えられている。この五重星系は、(f)で示されるような4階層のモビール・ダイヤグラムを持つ。
さらに高次の階層も考え得る。これらの高次の階層の多くは安定であるか、または内部に摂動を持つものもある。また、高次の多重星系は理論的にはそのうち小さな多重星系に分解し、多く観測される三重星系や四重星系に落ち着くと考える研究者もいる。

## トラペジア
若い恒星から構成される多重星の2番目の分類は、トラペジアと呼ばれるものであり、オリオン大星雲の中心にあるトラペジウムから名付けられた。このような系は珍しくなく、明るい星雲の近くや中によく見られる。これらの恒星は標準的な階層配列を持たないが、安定な軌道を争い、重心は1点に固定されず、互いの位置を変えながら運動する。この関係は、interplay（相互作用）と呼ばれる。このような恒星は最終的に、遠くに伴星を伴った近接連星に落ち着き、それまで系内にあった恒星は高速で星間空間に弾き出される。このような現象は、ランナウェイ・スターの存在を説明する。200km/s以上の速度で運動しているぎょしゃ座AE星、はと座μ星、おひつじ座53番星等は、200万年程前にオリオン大星雲から弾き出されたものであると考えられている。

## 多重星の軌道運動

### 二重星の共通重心の計算
単純な二重星r1では、1番目の恒星の中心から共通重心までの距離は、次の式で与えられる。
{\displaystyle r_{1}=a\cdot {m_{2} \over m_{1}+m_{2}}={a \over 1+m_{1}/m_{2}}}
ここで、
aは2つの恒星の中心の間の距離、
m1とm2は2つの恒星の質量を表す。
aが、1つの天体がもう1つの天体の周りを公転する時の軌道長半径と一致する場合、r1は、共通重心の周りの1つ目の天体の軌道長半径となり、r2=a-r1は2つ目の天体の軌道の軌道長半径となる。共通重心が、重い方の天体の内部にある場合、その天体は、公転しているというよりは揺れているように見える。

### 共通重心のアニメーション
以下のアニメーションは、シミュレーションではない。赤い十字の位置は、系の共通重心の位置を示す。
| (a.) 同程度の質量の2つの天体が共通重心の周りを公転している。                                       | (b.) 冥王星とカロンの系のように、質量に差のある2つの天体が共通重心の周りを公転している。 | (c.) 地球と月の系のように、質量に大きな差のある2つの天体が共通重心の周りを公転している。 |
| (d.) 地球と太陽の系のように、質量に非常に大きなの差のある2つの天体が共通重心の周りを公転している。 | (e.) 同程度の質量の2つの天体が共通重心の周りの楕円軌道を公転している。                   | (e.) 同程度の質量の2つの天体が共通重心の周りの楕円軌道を公転している。                   |

## 記号と名前

### 多重星系の記号
多重星系を構成する恒星は、系の名前に添え字のA、B、C等を付けて表される。ABのような添え字はAとBから成る連星系を表すのに用いられる。B、C･･･という文字の順番は、主星Aから離れている順番に付ける。既に発見された恒星に非常に近い位置にある場合は、Aa、Baのような添え字を付ける。

### 多重星カタログ上の名前

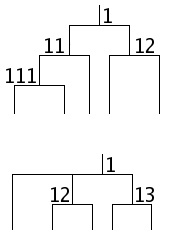
TokovininのMultiple Star Catalogueでのサブシステムの命名の方式

A. A. TokovininのMultiple Star Catalogueでは、モビール・ダイヤグラム上のそれぞれのサブシステムに連続する数字の番号を付けている。例えば、上の(d)のダイヤグラムでは、最も広いシステムに1の番号が振られ、さらにその中の最も大きいサブシステムに11、2番目に大きいサブシステムに12の番号が振られる。この下にくるサブシステムには、階層に応じて3桁、4桁、5桁、それ以上の番号が振られる。この方法で、階層になっていないシステムを記述すると、同じ番号が2つ以上に付くことがある。例えば、3つの構成成分A、B、Cがあり、そのどれもがサブシステムを作らない時には、2つの連星系ABとACに1という番号が与えられる。この場合、BとCがさらに連星に分解できる場合には、それらには12、13という番号が与えられる。

### 将来の多重星の名前
現在の二重星及び多重星の命名法では、別の方法で発見された連星には、異なった名前がついてしまい、混乱を引き起こすこと（例えば、実視連星には発見者による命名、食連星にはアルゲランダー記法等）があり、さらに悪いことに、別の著者ごとに別の添え字文字を与えることがあり、ある著者にとってAの恒星が、別の著者にとってCになることもある。この問題を解決するための議論が1999年から始まり、以下のような4つの命名方式が結論付けられた。
- KoMa - アラビア数字またはローマ数字に大文字か小文字の添え字を付ける階層的方式
- The Urban/Corbin Designation Method - デューイ十進分類法に似た、数字を用いる階層的方式[28]
- The Sequential Designation Method - 発見の順番に天体を並べる非階層的方式[29]
- WMC(Washington Multiplicity Catalog) - ワシントン重星カタログで用いられている添え字を拡張した階層的な方式

命名に当たり、階層の中の位置を特定することにより、その性質を計算することが容易になる。しかし、既存の階層の間や上のレベルに新しい恒星が発見された場合には、問題となる。このような時は、階層の一部を内側にずらす。恒星が実在しないと分かった時や、後で階層を変える場合にも問題が生じる。
2000年に行われた国際天文学連合の第24回総会で、WMC方式が承認され、委員会5、8、26、42、45で単一の命名方式に拡張することが決議され、赤経30′分のWMC方式のカタログのサンプルが後に作成された。2003年の第25回総会でも再び問題点について話し合われ、干渉ワーキンググループと委員会5、8、26、42、45で再び、WMC方式を拡張させることが決議された。
WMC方式は階層的に組織化されており、用いられている階層は観測された軌道周期か角距離に基づいている。第1階層には大文字の添え字、第2階層には小文字の添え字、第3階層には数字が用いられる。それ以下の階層には、交互に小文字と数字が用いられるが、サンプルの中にはこの例は見られない。

## 例

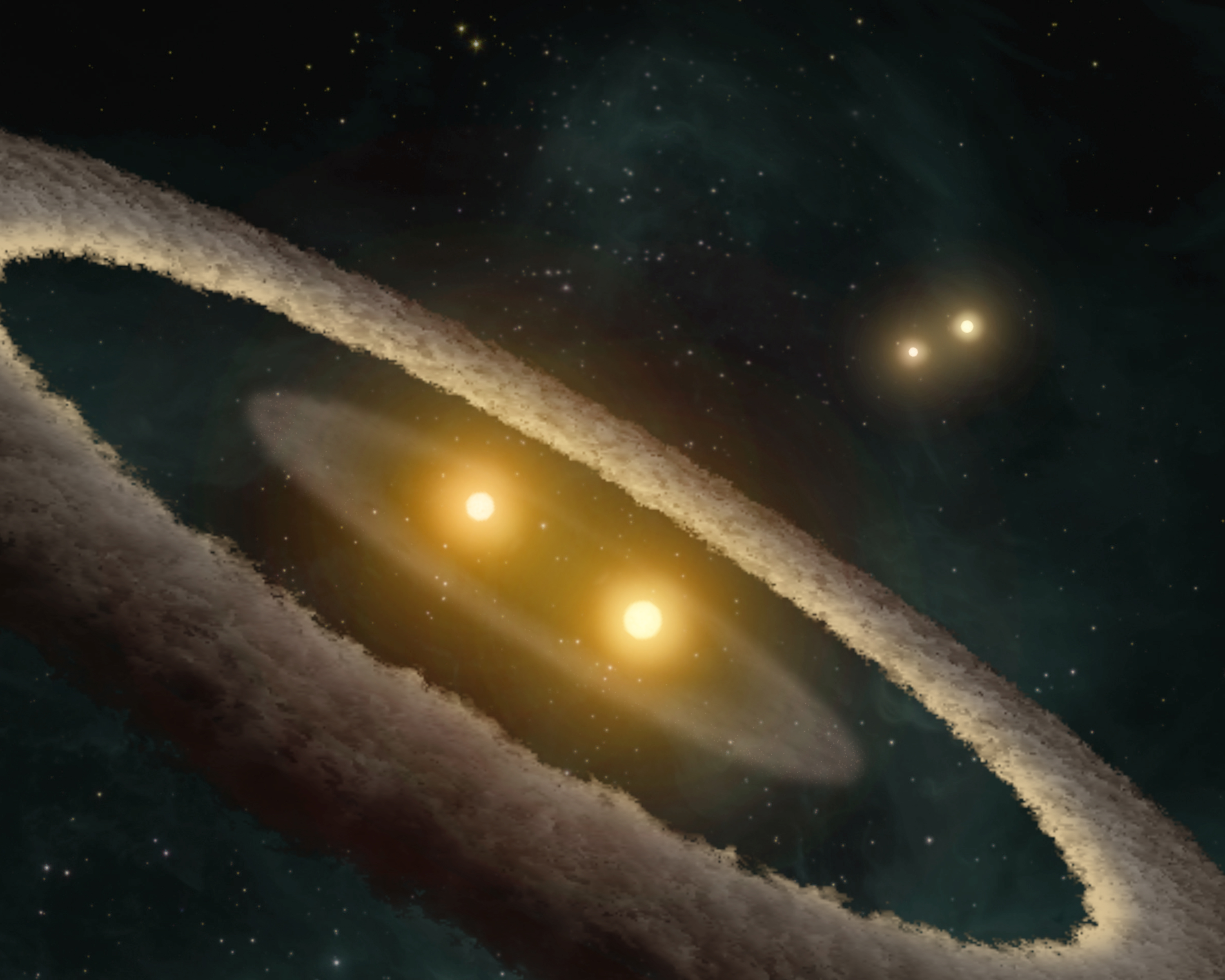
HD 98800は、うみへび座TWアソシエーションの中に位置する四重星系である。

- HR 3617は3つの恒星HR 3617A、HR 3617B、HR 3617Cからなる多重星である。AとBは重力的に結びついた連星であり、Cは同じ方向に見えるだけである。
- ケンタウルス座α星は、黄色のG型主系列星と橙色のK型主系列星の連星（ケンタウルス座α星A及びB）と、その外側の赤色矮星ケンタウルス座α星Cからなる三重星である。AとBの連星は、ケンタウルス座α星ABまたは RHD 1 ABと呼ばれる[34]。これらは、近点11AU、遠点36AUで公転している。3番目の恒星はそこから1万5000AUほど離れているが、天文学的には比較的小さい距離であるため、これが公転周期50万年以上でケンタウルス座α星ABと重力的な影響を受けているか否かは未だ論争がある[35]。
- HD 188753は、地球から約149光年離れた、3つとも重力で結びついた三重星である。HD 188753Aは黄色のG型主系列星、HD 188753Bは橙色のK型主系列星、HD 188753Cは赤色矮星である。BとCは互いの周りを156日の周期で公転しており、さらにそれがAの周りを25.7年の周期で公転している。Aの周りには、ホットジュピター型の太陽系外惑星も存在すると主張されていたが[36]、近年の研究では、その存在は疑問視されている[37]。
- 北極星は三重星であり、近い方の伴星は主星の非常に近くにあり、2006年にハッブル宇宙望遠鏡によって撮影されるまでは、重力のみでしか観測されていなかった。

### それぞれの恒星
- Triple star system, APOD
- Alpha Centauri system, APOD
- Alpha Centauri, APOD, 2002 April 25